# کوریدوراس آگاسیزی
کوریدوراس آگاسیزی (نام علمی: Corydoras agassizii)، نام یک گونه از گربه‌ماهی‌های زره‌دار است که بومی حوضه آمازون در منطقه مرزی بین کشورهای پرو و برزیل می‌باشد. در آب و هوای مناطق گرمسیری با دمای آب بین ۲۲ تا ۲۶ درجه سانتیگراد، پی‌اچ بین ۶٫۰ تا ۸٫۰ و سختی آب بین ۲–۲۵ زندگی می‌کند.
بنا به استناد فیش‌بیس، طول استاندارد این ماهی ۵٫۲ سانتیمتر است. این گونه مانند سایر اعضای جنس خود، گونه ای است که در قسمت پایینی آب سکونت دارد. رژیم غذایی همه‌چیزخواری دارد. پرورش آن مشابه سایر گونه‌ها انجام می‌شود. ماده دو تا چهار تخم را بین باله‌های لگنی خود نگه می‌دارد که توسط نر بارور می‌شود. پس از لقاح، ماده تخمک‌های چسبنده را در محلی مناسب قرار می‌دهد. این عمل تا زمانی که در حدود ۱۰۰ عدد تخم گذاشته شود، تکرار می‌شود. رژیم غذایی آن شامل کرم‌ها، سخت پوستان کف بستر، حشرات و مواد گیاهی است. این گونه را می‌توان در تجارت آکواریوم یافت.